# Paranocarodes atympanicus
Paranocarodes atympanicus är en insektsart som beskrevs av Willy Adolf Theodor Ramme 1951. Paranocarodes atympanicus ingår i släktet Paranocarodes och familjen Pamphagidae. Inga underarter finns listade i Catalogue of Life.